# Polícia científica
A chamada polícia científica é uma área especializada da polícia que é responsável por atividades ligadas à análise e à investigação técnica, envolvendo mormente o trabalho de profissionais dotados de expertise científica. Dentre as principais carreiras policiais na polícia científica, pode-se elencar o atendente de necrotério policial, auxiliar de necropsia, desenhista técnico-pericial, fotografo técnico-pericial, médico legista, oficial administrativo, perito criminal e o técnico de laboratório.

## Origens
A origem da polícia científica moderna data da segunda metade do século XIX, nos anos 1880, com os procedimentos desenvolvidos por Alphonse Bertillon. Ele foi o responsável pela implantação de um amplo conjunto de procedimentos voltados para o desenvolvimento de uma polícia científica
na França. Entre 1880 e 1914 (ano da morte de Bertillon), foram desenvolvidos uma série de procedimentos sistemáticos que iam desde mensurações antropométricas a outras ferramentas, como o retrato falado, a datiloscopia e a fotografia (métrica e signalética), para fins de identificação de criminosos e outros indivíduos vistos como suspeitos e indesejáveis pelas autoridades policiais e pela sociedade de sua época. Seus procedimentos ficaram conhecidos como "bertillonagem" ou "sistema Bertillon".

## Polícia científica no mundo

### No Brasil
No Brasil as Polícias Científicas são órgãos da administração pública presentes em grande parte dos estados brasileiros. A função da Polícia Científica é, de modo geral, coordenar as atividades do Instituto de Criminalística (IC), Instituto Médico-Legal (IML) e, na maioria das vezes, do Instituto de Identificação (II) da unidade da federação à qual faz parte.
As Polícias Científicas estão subordinadas diretamente às Secretarias de Segurança Pública (ou órgãos equivalentes - salvo em alguns estados onde permanecem como integrantes da estrutura da Polícia Civil), trabalhando em estreita cooperação com as Polícias Civil e Militar. São dirigidas por Chefes de Polícia Científica, cargo privativo de peritos oficiais com autoridade científica em determinada área, denominados Peritos Criminais, Peritos Odontolegistas ou Perito Médico-legal.

### Na França
Na França o Instituto Nacional de Polícia Científica – I.N.P.S. (Institut National de Police Scientifique) é um órgão público da estrutura do Ministério do Interior de França, que o tutela através da Direção Geral da Polícia Nacional (Police Nationale), a polícia francesa de caráter nacional e de estatuto civil.